# Лутугинська ВЕС
Лутугинська ВЕС — вітроелектростанція біля Лутугине, Луганської області. Одна з чотирьох вітрових електростанцій України, що з 2014 року знаходяться на непідконтрольній Україні території. Встановлена потужність електростанції — 12,5 МВт. Керувалась компанією ТОВ «Вітряний парк Лутугинський», яка діяла в рамках інвестиційного проєкту ТОВ «УК Вітряні парки України». Будівництво ВЕС офіційно розпочалося 2013 року. До кінця року було запущено 10 агрегатів Fuhrlander FL 2500—100 виробництва ТОВ «Фурлендер Віндтехнолоджі» (Fuhrlander Aktiengesellschaft) загальною потужністю 12,5 МВт.
Завершити проєкт планувалось до кінця 2017, запустити 90 генераторів, після чого б електростанція виробляла б 532, 2 ГВт/г електроенергії на рік, а окупитися проєкт мав би через 6-7 років.
ТОВ «Вітряний парк Лутугинський» станом на 2018 рік мало заборгованість у 38 мільйонів євро за кредитом «Промінвестбанку» за будівництво станцій у Донбасі.